# 阿利亞馬山脈

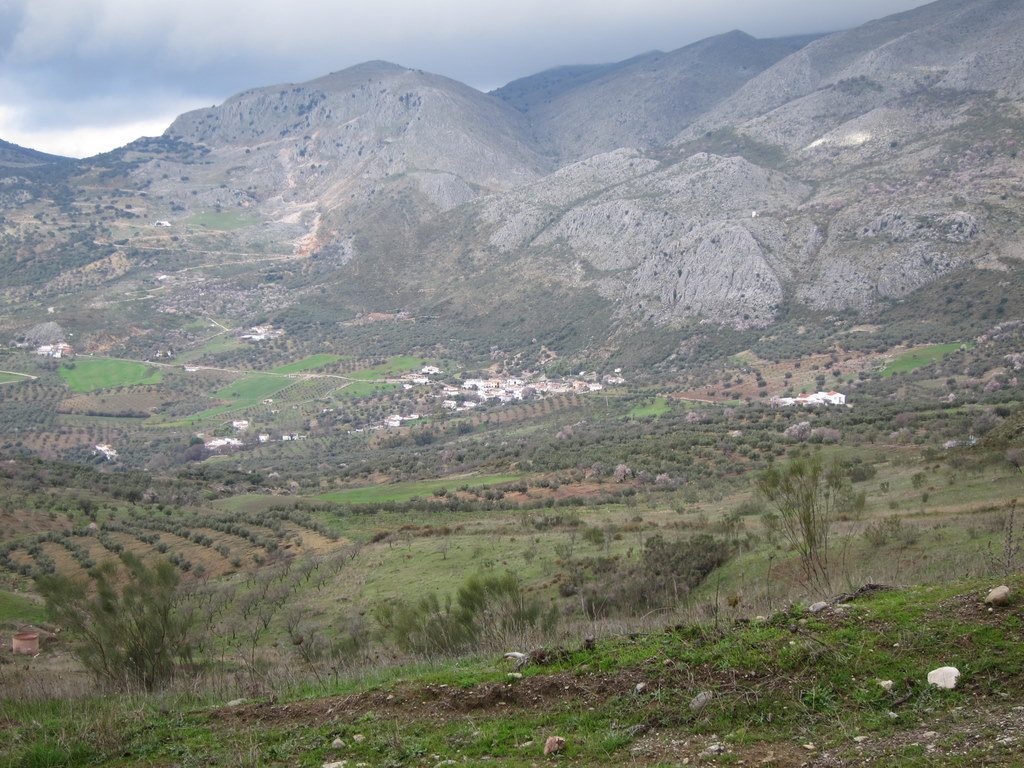

36°57′0″N 4°7′0″W / 36.95000°N 4.11667°W
阿利亞馬山脈（西班牙語：Sierra de Alhama），是西班牙的山脈，位於格拉納達省和馬拉加省，屬於佩尼貝蒂科山脈的一部分，是瓜達洛塞河的發源地，最高點海拔高度1,500米。